# Mixed Bizness
Mixed Bizness är en låt av Beck. Låten släpptes som singel och återfinns på albumet Midnite Vultures, släppt 23 november 1999.
Beck har spelat låten live över 200 gånger.